# Словарь пасьянсных терминов
Расклад, табло, или картина (англ.  и фр. tableau) — Основная часть раскладки пасьянса, то есть вся раскладка за исключением руки, стопки сброса, резерва и баз. В большинстве пасьянсов расклад состоит из столбцов, на которые можно собирать карты в установленном порядке.
Перекладывать (собирать, строить) в нисходящем порядке (англ. build down) — класть младшие карты на старшие по порядку, например, четвёрку на пятёрку.
Перекладывать (собирать, строить) в восходящем порядке (англ. build up) — класть старшие карты на младшие по порядку, например, десятку на девятку.
База (англ.  и фр. foundation) — Место, собрать карты на которое является, как правило, целью пасьянса. Пасьянс считается выигранным, если все карты положены на Базы.
Колода, или Рука (англ. hand) — карты, оставшиеся после раскладывания пасьянса. Могут быть переложены в стопки расклада, базы, или стопку сброса по правилам пасьянса.
Номинал, значение, или достоинство (англ. rank, value) — число, соответствующее карте. Тузу соответствует 1, валету — 11, даме — 12, и королю — 13. Цифровым картам соответствует обозначенное на них число (от 2 до 10).
Пересдача (англ. redeal) — перекладывание всей стопки сброса обратно в руку, с возможным последующим раскладыванием.
Резерв, магазин (англ. reserve) — стопка карт, предназначенная для перекладывания на другие. Аналогична стопкам в раскладе, но перекладывание карт в резерв не разрешается.
Масть (англ. suit) — карта имеет два признака: номинал и масть. По масти колода разделяется на четыре части. Стандартная колода карт имеет четыре масти: пики (spades), трефы (clubs), бубны (diamonds), червы (hearts).
Стопка сброса, или талон (англ. waste pile; фр. talon) — стопка карт, на которую кладутся карты из колоды, когда их нельзя положить на другие стопки.